# مقاطعة بيت (كارولاينا الشمالية)
مقاطعة بيت (بالإنجليزية: Pitt County)‏ هي إحدى مقاطعات ولاية كارولاينا الشمالية في الولايات المتحدة الأمريكية. مركز المقاطعة أو مقعدها هي مدينة غرينفيل. تأسست هذه المقاطعة سنة 1760.أصل هذه المقاطعة يأتي من: مقاطعة بوفورت.

## أعلام
- لورانس تيسون
- بريان غرايمز
- توماس بلونت